# 2015년 10월 힌두쿠시 지진
2015년 10월 힌두쿠시 지진은 2015년 10월 26일 오후 1시 39분경 (AFT) 아프가니스탄 북동부 바다흐샨주를 진원으로 하는 모멘트 규모 7.5의 지진이다.

## 개요
| 나라         | 사망자 | 부상자 | 출처        |
| ------------ | ------ | ------ | ----------- |
| 파키스탄     | 280    | 1,770  | [ 4 ] [ 5 ] |
| 아프가니스탄 | 115    | 538    | [ 4 ] [ 6 ] |
| 인도         | 4      | 20     | [ 7 ]       |
| 타지키스탄   | 0      | 14     | [ 8 ]       |
| 종합         | 399    | 2,342  |             |

진원은 아프가니스탄 카불에서 북동 방향으로 약 254km 위치에 있으며, 깊이는 약 212km이다. 이 지진으로 파키스탄 방재 관리국에서 발표한 것에 따르면 파키스탄에서 248명이 사망하고 적어도 1665명 이상이 부상당했으며, 적어도 2500채의 주택이 피해를 입었다.

## 같이 보기
- 2015년 지진